# Хамхунг
Хамхунг (кор. 함흥시) град је у Демократској Народној Републици Кореји и административни центар провинције Јужни Хамгјон на истоку Северне Кореје. Град је други по броју становника у Северној Кореји. Према подацима у граду је 2008. живело 768.551 становник.
Хамхунг је важан центар хемијске индустрије у ДНРК. Овај индустријски град је и главна лука Северне Кореје за спољну трговину.